# 平珍材
平 珍材（たいら の うづき）は、平安時代前期の貴族。桓武平氏高棟流、中納言・平時望の長男。官位は従四位上・美作介、贈従三位。

## 経歴・人物
村上朝にて六位蔵人兼修理亮に任ぜられたほか、時期は不明ながら美作介も務め、位階は従四位上に至る。没後の正暦2年（991年）になって、子息の平惟仲の上奏により従三位の贈位を受けている。
珍材が任国の美作国より上道の途路、備後国品治郡の郡司の女に通じ、平惟仲が生まれたという説話がある。

## 官歴
- 天徳3年（959年） 8月16日：見六位蔵人兼修理亮正六位上[2]
- 時期不詳：従四位上。美作介[3]
- 正暦2年（991年） 4月5日：贈従三位（男惟仲上奏）[4]

## 系譜
注記のないものは『尊卑分脈』による。
- 父：平時望
- 母：藤原元姫（藤原菅根の娘）[要出典]
- 妻：貞氏（備中国青河郡郡司の娘）[5]
  - 男子：平惟仲（944-1005）　　　
  - 男子：平生昌